# Rydjan
Rydjan är i huvudsak en våtmark med någon mindre vattenspegel, i Upplands-Bro kommun i Uppland och ingår i Norrströms huvudavrinningsområde. Sjön har en area på 0,0638 kvadratkilometer och ligger 40,2 meter över havet.

## Delavrinningsområde
Rydjan ingår i det delavrinningsområde (661306-159770) som SMHI kallar för Rinner till Mälaren-Stora Ullfjärden. Medelhöjden är 24 meter över havet och ytan är 12,68 kvadratkilometer. Det finns inga avrinningsområden uppströms utan avrinningsområdet är högsta punkten. Vattendraget som avvattnar avrinningsområdet har biflödesordning 4, vilket innebär att vattnet flödar genom totalt 4 vattendrag innan det når havet efter 93 kilometer. Avrinningsområdet består mestadels av skog (45 procent) och jordbruk (44 procent). Avrinningsområdet har 0,09 kvadratkilometer vattenytor vilket ger det en sjöprocent på 0,7 procent.